# Bákó megye
Bákó megye (románul: Județul Bacău) közigazgatási egység Románia keleti részén. Székhelye Bákó. Keleten Vaslui megye, nyugaton Hargita megye és Kovászna megye, északon Neamț megye, délen pedig Vrancea megye határolja.

## Földrajz
A nyugati rész hegyvidék, amely a Keleti-Kárpátokhoz tartozik: Gosmán-hegység, Tarkő-hegység, Csíki-havasok, Nemere-hegység, Berzunci-hegység és a Háromszéki-havasok északi része. Ezek között, az Ojtoz és a Tatros völgyében fontos összeköttetés van Moldva és Erdély között. Kelet felé a magasságok egyre csökkennek és szubkárpáti dombvidékbe mennek át, mely magába foglalja a Tázló–Kászon-medencét. A legalacsonyabb pont a Szeret folyó völgyében van, amely északról délre áthalad a megyén, ez a terület a Szeret síkságához és a Barládi-fennsíkhoz tartozik.
Legmagasabb pont: Tar-havas (1664 m), Tarkő-hegység.
Fő folyói a Tatros, a Tázló, a Kászon és az Ojtoz, keleten a Szeret középső szakaszának egy része, valamint északon az Aranyos-Beszterce alsó szakaszának vidéke tartozik ide.
Erdőállománya a megye közel egyharmadát borítja. Erdőit főleg lucfenyő, bükk és tölgy alkotja.

## Éghajlat
A megye éghajlata kontinentális, a tengerszint feletti magassággal változik. A hegy- és dombvidéken valamivel zordabb az időjárás mint a Szeret völgyében. Az átlagos évi hőmérséklet 9.5 °C a síkságon és 2 °C a hegyeken. Az éves hőmérséklet különbségek elérik a 25 °C-ot. A legmagasabb hőmérsékletet (41,9 °C) 2012. augusztus 7-én mérték Bákóban, a legalacsonyabbat (-32.5 °C) ugyanott 1954. február 20-án. Az éves csapadékmennyiség 500–1100 mm között mozog. A szél uralkodó iránya észak, északnyugat felől.

## Demográfia

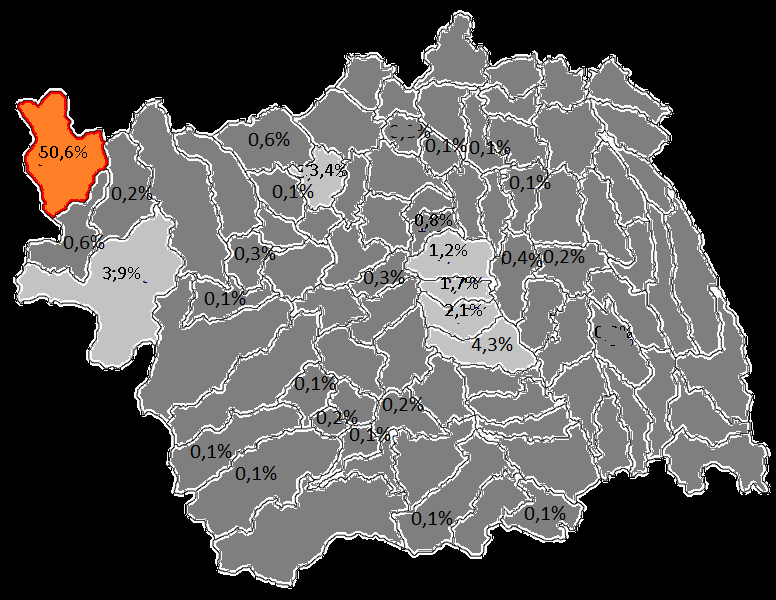
A magyar nemzetiségűek aránya Bákó megyében a 2011-es népszámlálás adatai szerint.

2002-ben 706 623 lakosa volt, a népsűrűség 113 fő/km². A többség román (90%). Bákó megyében a 2002-es népszámlálás szerint 5100 csángó magyar él (0,7%), de számuk elérheti a 120 ezret is. A legnagyobb kisebbséget a romák alkotják, akik a megye népességének 1,9%-át teszik ki.
2011-ben a végleges népszámlálási adatok szerint a 616 168 lakos 90,6%-a román, 2,5%-a cigány volt. A magyarok száma 4208 (0,7%), a csángóké 829 (0,1%) volt.

## Települések
Bákó megyében 3 municípium, 5 város és 85 község van.

### Legnagyobb települések
|     | Név             | Román név        | Rang       | Népesség (fő, 2011) |  |
| 1.  | Bákó            | Bacău            | municípium | 144.307             |  |
| 2.  | Ónfalva         | Onești           | municípium | 39.172              |  |
| 3.  | Mojnest         | Moinești         | municípium | 21.707              |  |
| 4.  | Kománfalva      | Comănești        | város      | 19.568              |  |
| 5.  | Buhus           | Buhuși           | város      | 14.562              |  |
| 6.  | Dormánfalva     | Dărmănești       | város      | 12.247              |  |
| 7.  | Aknavásár       | Târgu Ocna       | város      | 11.300              |  |
| 8.  | Doftána         | Dofteana         | község     | 9.346               |  |
| 9.  | Szászkút        | Sascut           | község     | 8.564               |  |
| 10. | Marzsinén       | Mărgineni        | község     | 7.993               |  |
| 11. | Balkán          | Balcani          | község     | 7.173               |  |
| 12. | Ferdinándújfalu | Nicolae Bălcescu | község     | 7.169               |  |

## Gazdaság
Bákó megye volt az egyik legjobban iparosított vidék a kommunizmus időszakában és azóta Moldva ipari központjának számít. Két nagy kőolaj-finomítója van Ónfalván és Dormánfalván. Fontosabb iparágak: vegyipar, kőolajipar, járműipar, élelmiszeripar, faipar, textilipar, építőanyag-ipar, repülőgépipar.
A megye ásványi kincsei: kőolaj, földgáz, ásványvíz, só, barnaszén, andezittufa, gipsz, homokkő, mészkő.
A hegyi legelők és kaszálók az állattenyésztésnek kedveznek.

## Híres emberek
- Gabriela Adameșteanu írónő
- Vasile Alecsandri költő, politikus
- George Bacovia költő
- Radu Beligan színész
- Nadia Comăneci olimpiai bajnok tornásznő
- Solomon Marcus matematikus
- Georgeta Gabor tornásznő
- Vasile Pârvan történész
- Gheorghe Platon történész
- Tristan Tzara költő
- Gheorghe Vrânceanu matematikus